# 点心
点心（てんしん）とは

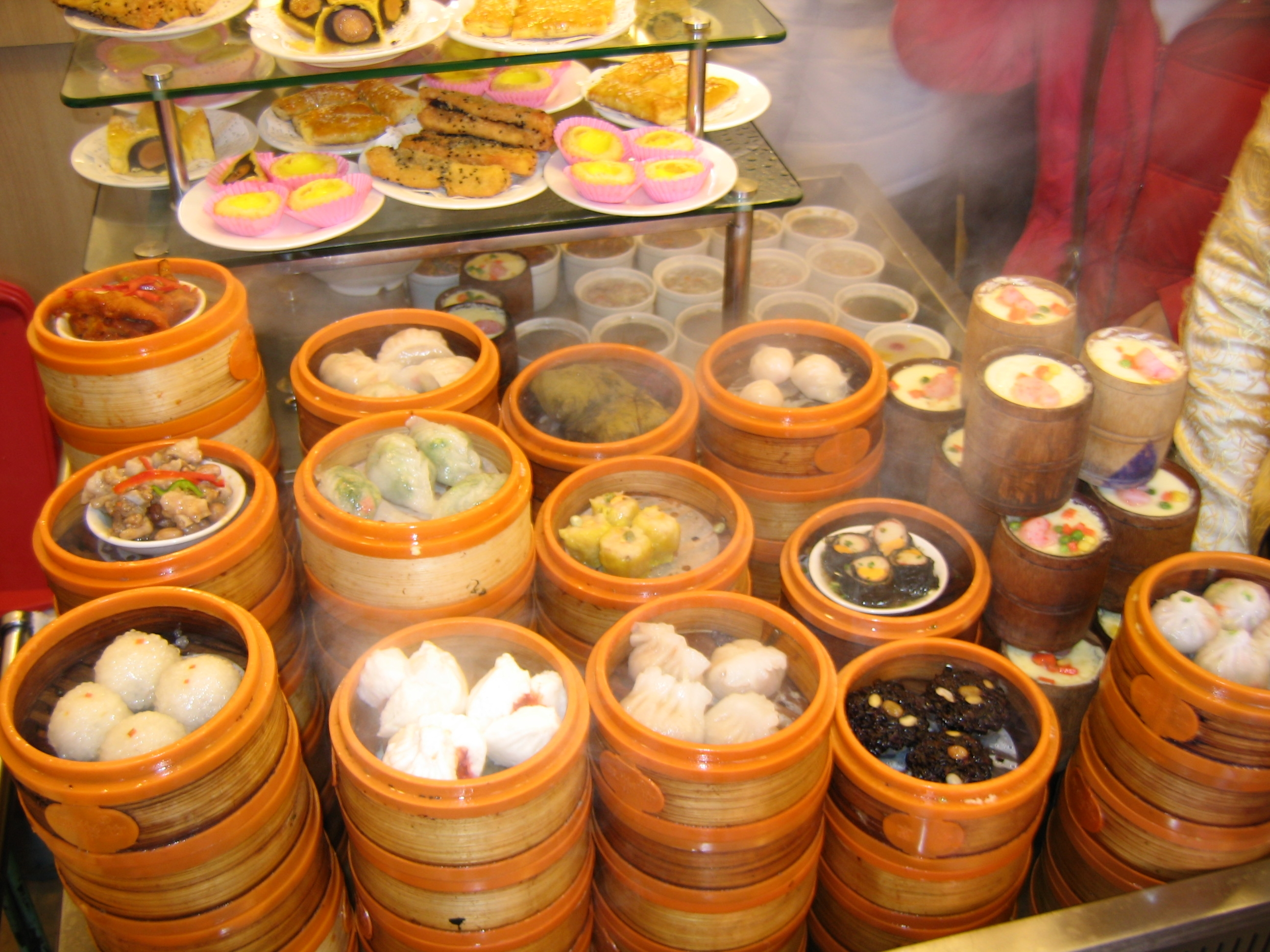
飲茶の点心

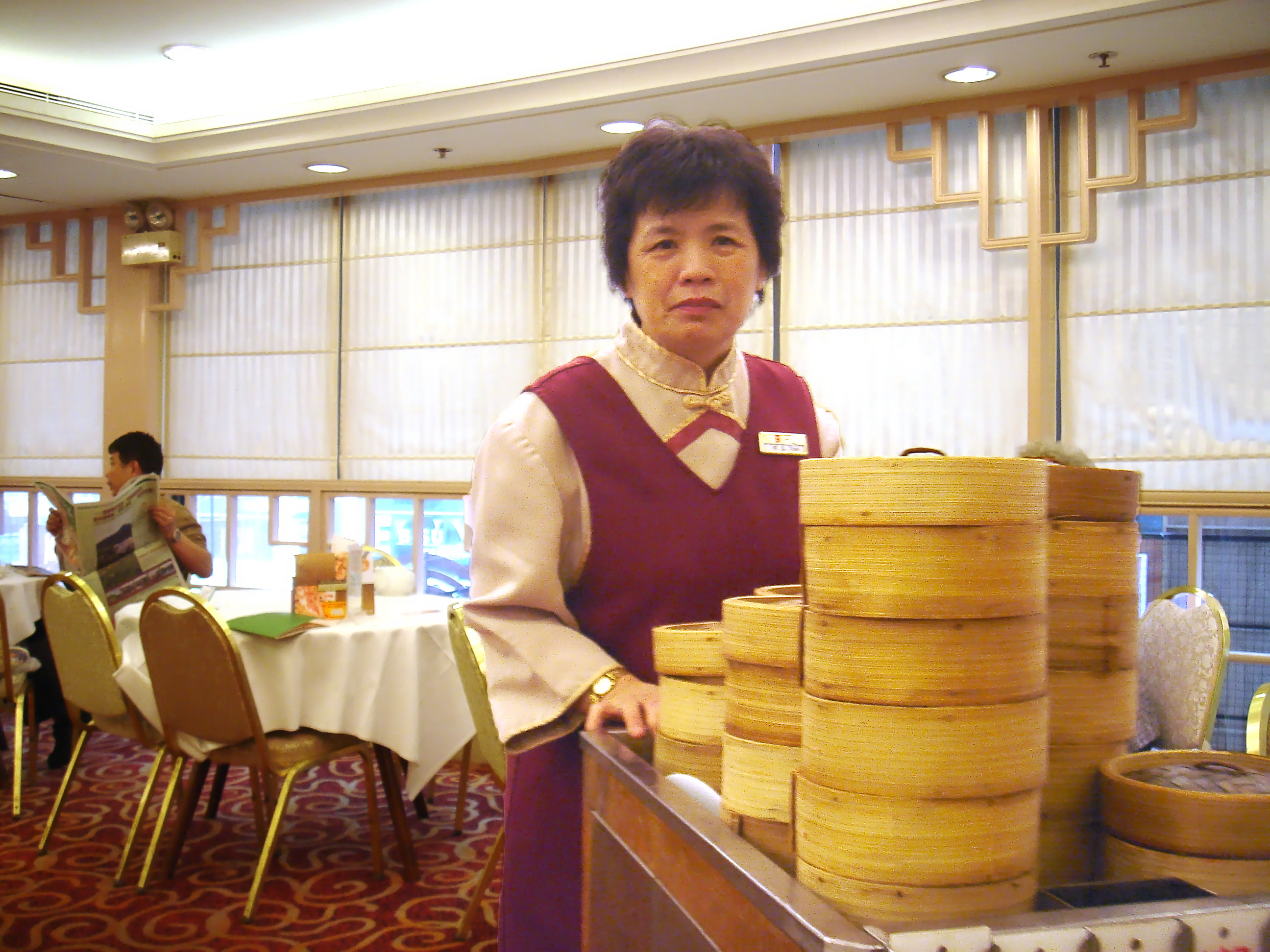
ワゴンで運んでくる様子

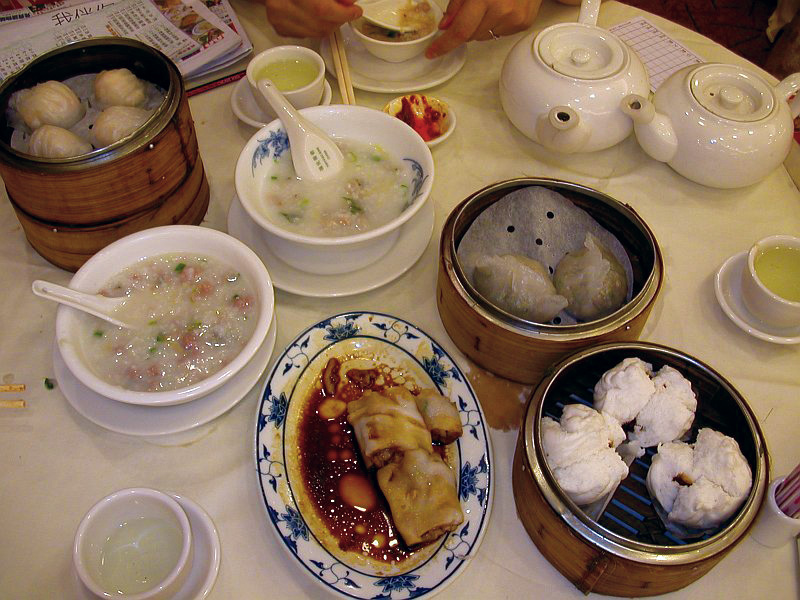
香港の飲茶

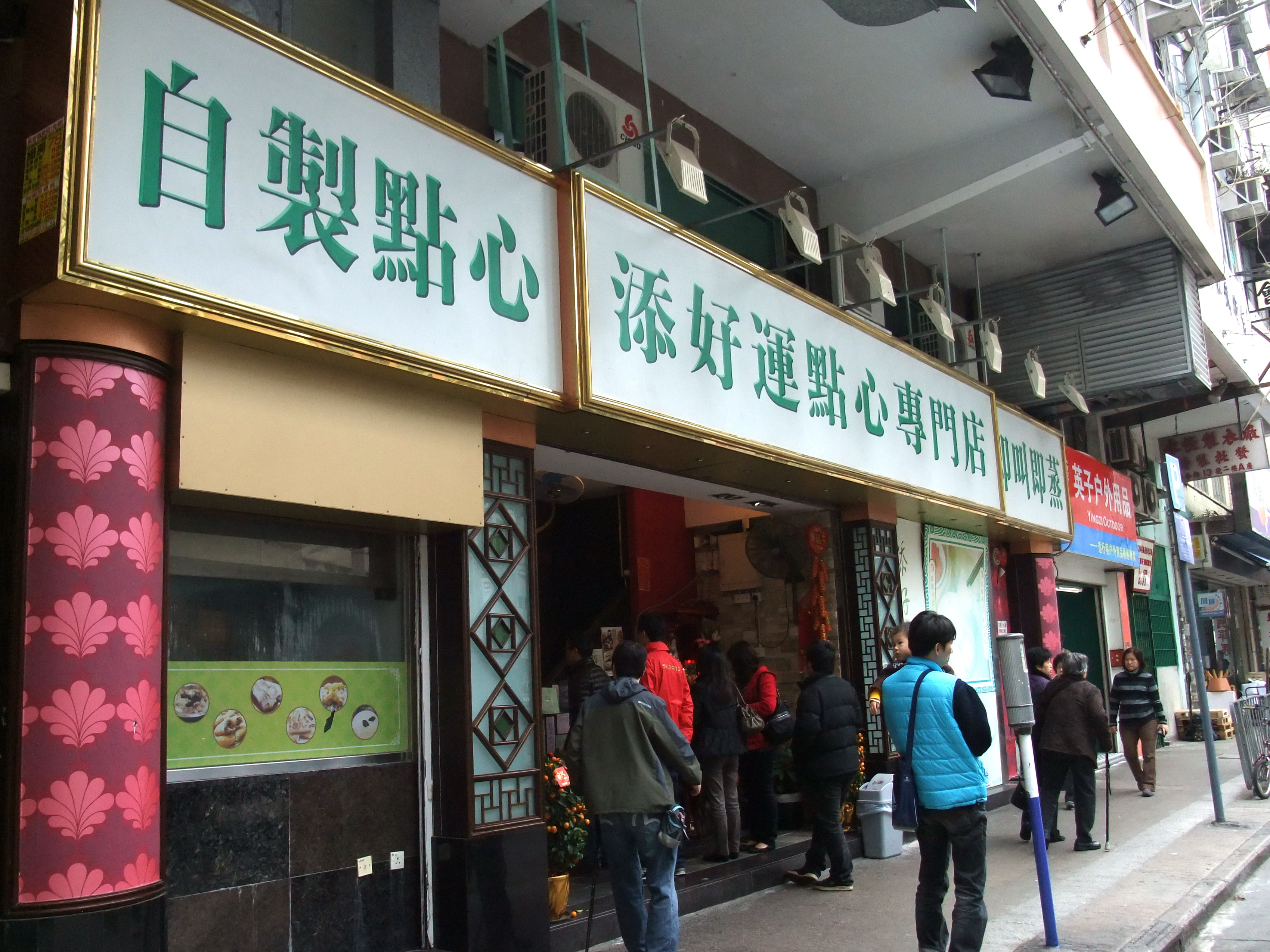
香港の点心専門店

1. 中華料理の軽食の総称。菜（中華料理の主菜）と湯（中華スープ）以外のものを指す。
2. 茶道において茶会で供される弁当[1]。茶事における懐石を簡略化したもの[1]。

ここでは1.について解説する。

## 概要
「点心」（繁体字: 點心; 拼音: diǎnxīn＜ディエンシン＞; 粤拼: dim²sam¹＜ディムサム＞、英: dim sum）という名前は禅語『空心（すきばら）に小食を点ずる』からきたという説や、心に点をつけることから心に触れるものと言う説がある。明確な定義はないが、食事の間に少量の食物を食べることなので、菓子や間食、軽食の類いは全て点心と呼ばれる。中国の朝食は点心ですまされる事が多い。
茶を飲みながら点心を食べることを飲茶（ヤムチャ）という。また、点心を専門に作る料理人は点心師と呼ばれる。

## 種類
中華点心は味によって甜点心（ティエンティエンシン）と鹹点心（シエンティエンシン）の2つに分けることができる。
下記の各点心は中国のどこにでもみられるものもあれば、特定の地方にしかみられないもの、あるいは地方料理として提供されるものもある。後述の種類の項目において、地方性がみられるものについてはその記載をした。

### 甜点心
甜点心とは甘味のある点心を指す。皮で餡などを包むものからプリンのようなものなど様々ある。
- 豆沙包子（あんまん）
  - 小豆餡の入った饅頭。蒸して作る。
- 桃包（タオバオ、桃饅頭）
  - 桃の形をした蒸し饅頭で、具は白い豆餡。中国では主に誕生日を祝うときに食べるので「寿包」「寿桃」とも呼ばれる。
- 蓮蓉包(れんようほう)
  - 蓮の実餡の蒸し饅頭。
- 芝麻球、煎堆（胡麻団子）（チーマーチュウ）
  - 白玉粉で胡麻餡を包み、まわりに胡麻をまぶして揚げた団子。
- 月餅（げっぺい）
  - 生地で餡を包んで型に入れ焼き上げた菓子。月に見立てて丸く、平たい形をしている。中国では中秋節の前に出回る。各地にあるが、地方差が比較的大きい。
- 八宝飯（はっぽうはん）
  - もち米を使った甘い炊き込みご飯。干し棗などのドライフルーツや蓮の実などの種実類をトッピングする。主に上海周辺で見られる。
- 薩奇馬（シャーチーマー）
  - 元は満州族の菓子だが、清朝時代に中国各地に広まった。外見はおこしに似ているがふわふわと柔らかい。
- 馬拉糕、馬來糕（マーラーカオ）
  - 本来はマレー風の菓子。蒸しパンの一種。広東語で当てた字を北京語読みしている。
- 杏仁豆腐（アンニンドウフ）
  - 杏仁風味の牛乳寒天。代用としてアーモンドで風味をつけたものもある。
- 芒果布丁（マンゴープリン）
  - マンゴーの果肉を潰して牛乳、ゼラチンなどを混ぜ、冷やし固めたゼリー。香港から各地に普及した。
- 凍蛋（トンタン）
  - 煮溶かした寒天に砂糖を加えて荒熱を取り、卵と香料を加えて冷やし固めたもの。
- 蛋撻（エッグタルト）
  - カスタードプディングのタルト。香港やマカオから各地に普及した。
- 粽子（ちまき）
  - 竹の皮で小豆餡や甘く煮たナツメ、栗などともち米を包み蒸したおこわの一種。鹹点心のものもある。
- タピオカのデザート
  - キャッサバのでんぷんを丸めた「タピオカパール」を甘い汁で煮たもの。
- 珍珠（QQ）
  - 台湾発祥。黒く大きなタピオカ。
- 愛玉子（アイギョクシ）
  - 台湾特産の愛玉子(カンテンイタビ)のペクチンをゼリー状に固めたもの。無味のためレモンと砂糖で味をつけられる事が多い。
- 抜糸白薯、抜糸紅薯、抜糸地瓜
  - サツマイモを素揚げにして飴を絡めたもの。大学芋に似ているが、飴の量が多い。

### 鹹点心
鹹点心とは塩味の点心のことであるが、甘くない点心であり必ずしも塩味に限らない。茹、蒸、揚と色々な調理法がある。
- 餃子
  - 小麦粉主体の皮で肉、野菜、魚介類の餡を包んだもの。焼餃子、蒸し餃子、水餃子、揚げ餃子がある。もともと華北の点心。華南においては蝦餃(エビ蒸し餃子)などが有名。
- 焼売（しゅうまい）
  - もともと華北のもので、大麦主体の皮で肉や魚介類の餡を茶巾状に包んだもの。日本で知られているものは広東風で円柱形に近い形状である。
- 包子（パオズ）
  - 小麦粉の生地で肉主体の餡を包んで蒸したもの。半球形に近い形状が多く、日本でも中華まん・豚まんとして親しまれており、種類は多様。薄い皮で包む小籠包（小籠包子）も含まれる。
- 春巻き
  - 麦主体の皮で餡を包んで揚げたもの。細長い外観をしていることが多い。華中、華北では甘い小豆餡を入れて甜点心とすることもある。
- 春餅（チュンビン）
  - 中華風薄焼きクレープ。華北のもの。
- 腸粉（ちょうふん）
  - コメを原料にして皮を作り、それを具に巻いて蒸した小吃。広東料理のひとつ。
- 葱油餅（ツォンヨゥピン）
  - 中華風葱入りパイ。主に華北のもの。
- 油条（油炸鬼）（揚げパン）
  - 中華風揚げパン。添加した重炭酸アンモニウムの働きで膨らませる。広州、香港では「油炸鬼」と呼ぶ。
- 粽子（ちまき）
  - 竹の皮で筍、鶏肉などともち米を包み蒸したおこわの一種。甜点心のものもある。
- 大根餅（蘿蔔糕）（だいこんもち）
  - 大根を千切りにして茹で、干しエビ、シイタケのみじん切り、上新粉を加えて練ったのち、蒸したもの。さらに焼いて食べる場合もある。広東風と台湾風のものがある。
- 豆腐花（トーファー）
  - 豆腐脳、豆腐花等とも呼ばれ、大豆から得られた豆乳を硫酸カルシウム等の凝固剤で凝固、成形したもので、豆腐よりも柔軟なゼリー状の食品、小吃の一種である。中国北部、西部では豆腐脳と呼ばれることが多く、南部では豆花、豆腐花と呼ばれることが多い。
- 小籠包（しょうろんぽう）
  - 蒸籠蒸しでつくる薄い皮の中にスープ（肉汁）が入った肉まん。上海が発祥地。
- 生煎包（生煎饅頭）（やきまんじゅう）
  - 小籠包を厚めの皮で作り、蒸籠蒸しにせず、鉄板で蒸し焼きにして作る。上海の点心。
- ラーメン
- チャーハン
- 粥
- 餛飩

## 時間帯
食べる時間帯によって
- 早点（朝御飯）
- 午点（おやつ）
- 晩点（夜食）

となる。

## 日本への伝来
日本では点心を「てんじん」と発音する場合もある。鎌倉時代から室町時代にかけて、中国に留学した僧によって喫茶の風習とともに日本に伝えられた。
博多承天寺の開祖聖一国師は、鎌倉中期に点心の基礎となる羹・饅・麺をもたらした人物として祀られている。室町時代の往来物『庭訓往来』には点心用として紅糟、糟鶏、羊羹、猪羹、饂飩、饅頭、索麺など多くの食品の名が挙げられているが、今日では実体が不明なものもある。室町末期には、点心のうちの甘味類は茶人によって菓子として類別されるようになった。

## ギャラリー
- 包子
- 花捲
- 銀絲巻
- 蓮蓉包
- 叉焼包
- zh:奶黃包
- 生煎饅頭
- 小籠包
- 餃子
- zh:蝦餃(水晶蝦餃)
- zh:潮州粉粿
- 焼売
- zh:灌湯餃
- zh:叉燒酥
- 腸粉
- 葱油餅
- zh:炸兩
- 春巻
- zh:鮮竹卷
- zh:腐皮卷
- zh:蘿蔔糕
- zh:芋頭糕
- zh:叉燒餐包
- zh:四寶雞扎
- zh:沙律海鮮卷
- トライプ（zh:牛百叶）
- zh:珍珠雞 (點心)
- zh:番粉圆
- zh:煎堆
- 芝麻球
- zh:蛋散
- zh:錦滷餛飩
- zh:鴨腳扎
- 咸水角
- zh:芋角
- zh:豉汁排骨
- zh:山竹牛肉球
- ワンタン
- zh:凤爪
- zh-yue:豬皮
- zh:食用血
- zh:糯米雞（粽）
- 餛飩
- 粥
- 豆花
- 蛋撻
- zh:馬來糕
- マーラーカオ
- zh:倫教糕
- zh:馒头
- zh:牛脷酥
- 菠蘿包
- zh:蘿蔔糕
- zh:椰汁糕
- シャーチーマー
- zh:馬蹄糕
- zh:紅棗糕
- マンゴープリン
- zh:番薯糖水
- zh:楊枝甘露
- zh:双皮奶
- zh:馬豆糕
- 杏仁豆腐
- zh:绿豆汤
- zh:芝麻卷
- zh:黑芝麻糊
- 亀苓膏
- zh:紅豆湯

## 関連文献
- 浅田峰子『飲茶　いま、いちばんトレンディーな手作り点心』グラフ社、1995年8月
- 市川友茂『点心とデザート　家庭でつくる本格点心』柴田書店、2000年1月、ISBN 4388058556
- 酒井美代子『酒井美代子の今夜は台湾料理　海鮮・蒸しもの・粥・麺・点心・デザート75種』農山漁村文化協会、1995年12月、ISBN 4540950665
- 孫幼テイ『幼婷（アーティ）さんの北京的点心 : ぎょうざ、肉まん、ワンタン、めんetc.』文化出版局、1997年1月、ISBN 4579205626
- 河田吉功『河田吉功のニュースタンダードチャイニーズ　文琳の中華・点心』大海社、1997年10月、ISBN 4925006347
- 程一彦『飲茶　本格点心と小皿料理　基本と技・完全マスター』プロトギャラクシー、1999年9月、ISBN 4894600714
- 中山時子、木村春子（共著）『点心の知恵・点心のこころ』日本放送出版協会、2006年7月、ISBN 4140881887
- 松本秀夫、吉岡勝美（共著）『点心と小菜　中国料理の演出』鎌倉書房、1989年5月、ISBN 4308004543
- 游純雄、王志雄『かんたん・おいしい点心　台湾のプロが教える軽食・おやつ』池田書店、1998年12月、ISBN 4262128296
- 『中国料理の調理技術　有名店・繁盛店の味づくりのコツ. 麺・点心編』旭屋出版、1998年1月、ISBN 4751101137